# Arthur Smith (Sportschütze)
Arthur Athelstan Smith (* 24. Juli 1887 in Inverness, Vereinigtes Königreich Großbritannien und Irland; † 23. Oktober 1958 in Durban) war ein südafrikanischer Sportschütze.

## Karriere
Smith nahm 1912 an den Olympischen Spielen in Stockholm teil. Hier belegte er im Einzelwettbewerb mit dem Freien Gewehr im Dreistellungskampf Rang 64, im Armeegewehr-Dreistellungskampf Rang 84. Im Teamwettbewerb Freies Gewehr Dreistellungskampf erreichte er mit der südafrikanischen Mannschaft den sechsten Platz. Im Mannschaftswettkampf mit dem Armeegewehr über vier Distanzen belegte er mit dem südafrikanischen Team den vierten Rang.